# ピエトロ・メタスタージオ
ピエトロ・メタスタージオ（伊: Pietro Metastasio, 本名:ピエトロ・アントニオ・ドメニコ・トラパッシ, Pietro Antonio Domenico Trapassi, 1698年1月3日 – 1782年4月12日）は、イタリアの詩人、オペラ台本作家。アルカディア派最大の詩人。イタリアで成功し、後にオーストリアの宮廷詩人となる。オペラ・セリアの様式を確立した。

## 生涯

### 初期の人生
メタスタージオはローマの生まれ。アッシジ出身の父親フェリーチェ・トラパッシは教皇軍コルシカ連隊にいた時、ボローニャ人女性フランチェスカ・ガラスティと知り合って結婚。その後、「帽子屋通り」で食料雑貨商を始めた。息子が2人、娘が2人いて、メタスタージオは2番目の子供だった。
子供の頃、メタスタージオはお題として与えられたテーマに応えて、即興の詩を朗唱し、聴衆を魅了させたと言われている。1709年、メタスタージオがそうやっているところに2人の紳士が通りかかった。その1人が、法律と文学に対する深い学識で知られ、アルカディア・アカデミーの理事職にあったジョヴァンニ・ヴィンツェンツォ・グラヴィーナだった。グラヴィーナは少年の詩の才能とかわいらしさに惚れ込み、2、3週間後、メタスタージオを自分のprotégé（被保護者）にした。父親は自分の息子に良い教育と社交界に入れるチャンスが与えられたことを喜んだ。
本名のトラパッシをギリシャ風に「メタスタージオ」に変えたのはこのグラヴィーナだった。自分と同じ弁護士にしようと考えてのことで、ラテン語と法を教えた。同時に、天賦の詩の才能にも磨きをかけ、自宅で、ローマの仲間たちの前で、少年の神童ぶりを見せつけた。メタスタージオはたちまち有名になり、イタリアの名誉ある即興詩大会に出場し、優勝を競い合った。しかし、日中は勉強、夜は大会と忙しすぎるため、健康を害してしまった。
グラヴィーナは仕事でカラブリアに出張した時、メタスタージオも連れて行き、ナポリ文壇に紹介した。それから、スカレーアの親類グレゴリオ・カロプレーゼにメタスタージオを預けた。田舎の空気と南海岸の静けさの中、メタスタージオは健康を回復した。グラヴィーナもメタスタージオの才能を詩の即興で二度と消費させず、将来学業を終えた時、偉大な詩人たちと争う時のためにとっておくことに決めた。
メタスタージオはその期待に応えた。12歳にして『イーリアス』をオッターヴァ・リーマに翻訳し、その2年後には、グラヴィーナが好きだった、ジャン・ジョルジョ・トリッシーノの『Italia liberata』のテーマからセネカ風の悲劇を作りあげた。それが『ジュスティーノ』で、24年後の1713年に出版された。もっともメタスタージオは出版者にこの若い頃の作品の出版を取りやめたいと話していた。
1714年にカロプレーゼが亡くなって、財産はグラヴィーナが相続した。そのグラヴィーナも1718年に亡くなって、2人の財産15,000スクードをメタスタージオが相続した。アルカディア・アカデミーの集りでメタスタージオはグラヴィーナを追悼するエレジーを朗唱した。

### ローマでの名声
20歳になるまでの4年間、メタスタージオは神父の服を着て過ごした。夢のような立身出世、美貌、魅力的なふるまい、類い稀な才能はメタスタージオを時の人にした。2年間、金を浪費して過ごした後、プロとして仕事をすることに決め、ナポリのカスタニョーラという著名な法律家の事務所に入った。カスタニョーラはメタスタージオを酷使した。
法律の仕事であくせくする一方、1721年、メタスタージオはパトロンであったドンナ・アンナ・フランチェスカ・ラヴァスキエーリ・ピネッリ・ディ・サングロ（後の第6代ベルモンテ王妃）とドン・アントーニオ・ピニャテッリ侯（後のベルモンテ皇太子）の結婚に際して、祝婚歌と、おそらく最初の音楽作品になるセレナータ『エンディミオン』を作った。1722年、ドンナ・アンナの誕生日を祝うため、太守はメタスタージオにオペラ（セレナータ）の台本を依頼した。メタスタージオはそれを了承したが、作者が誰かは伏せてもらうことにした。そして書いたのが『ヘスペリデスの園』だった。作曲はニコラ・ポルポラで、歌はポルポラの弟子のカストラート歌手ファリネッリが歌った。台本作家として素晴らしいデビューで、熱狂的な喝采を浴びた。
このオペラにヴィーナス役で出ていたローマのプリマドンナ、マリアンナ・ブルガレッリは匿名の作者の正体がメタスタージオであると知ると、音楽劇での成功を約束し、法律家をやめて作家になるよう説得した。メタスタージオもそれに同意した。ブルガレッリの家で、メタスタージオは当時の名作曲家たちと知り合った。ヨハン・アドルフ・ハッセ、ジョヴァンニ・バッティスタ・ペルゴレージ、アレッサンドロ・スカルラッティ、レオナルド・ヴィンチ、レオナルド・レーオ、フランチェスコ・ドゥランテ、ベネデット・マルチェッロらで、その全員が後にメタスタージオの詞に曲をつけた。さらにその家で、メタスタージオは歌唱法、ならびにファリネッリなどの男性歌手のスタイルについて勉強した。メタスタージオの筆は早く、作品は曲と当時の大歌手の歌唱でなお素晴らしいものになった。メタスタージオの台本は、筋としては因習的に見えたが、その状況は不条理だった。メタスタージオは歴史的事実を歪曲し、愛の問題に焦点を絞った。批判もあったが、音楽がそれを補った。
メタスタージオはローマで、ブルガレッリ夫妻と一緒に住んでいた。ブルガレッリは半ば愛情から、そしてその才能への賞賛から、グラヴィーナに劣らずメタスタージオを可愛がった。メタスタージオの家族全員（父母、兄弟、姉妹）を自分の家に引き取ったほどである。メタスタージオの才能を育て、気まぐれも許した。ブルガレッリの庇護下で、メタスタージオは『捨てられたディドーネ』、『ウティカのカトーネ』、『エツィオ』、『インドのアレッサンドロ』、『許されたセミラーミデ』、『シローエ』、『アルタセルセ』と、次々に台本を書いた。それらには当時の大作曲家が曲をつけ、イタリアの主要な都市で上演された。
しかし、ブルガレッリは高齢で大衆の前で歌うことをやめ、メタスタージオも頼ってばかりではいけないと感じだした。オペラ1本につき300スクードの報酬を得ていたが、不安定で、固定収入を望んだ。1729年9月、メタスタージオは皇帝カール6世からアポストロ・ゼーノの後任としてウィーン宮廷劇場の宮廷詩人のオファーを受けた。俸給は3,000フロリンだった。メタスタージオはただちにそれを承諾した。ブルガレッリもそれを喜び、ローマの家族の世話を引き受けてくれることになった。そしてメタスタージオはオーストリアに旅立った。

### ウィーン
1730年初夏、メタスタージオはウィーンの宮廷詩人に就き、俗に「ミヒャエルハウス」と呼ばれるアパートメントに腰を落ち着けた。この年から1740年までの間に、メタスタージオは『アドリアーノ』、『デメートリオ』、『イッシーピレ』、『デモフォーンテ』、『オリンピーアデ』、『皇帝ティートの慈悲』、『シーロのアキレス』、『テミストークレ』、『アッティーリオ・レーゴロ』を書き、殆どがアントニオ・カルダーラの作曲によって宮廷劇場で上演された。その幾つかは特別な機会のために作曲され、多くが短期間で書きあげられた。例えば、『シーロのアキレス』は8日、『イッシーピレ』は9日である。台本作家（詩人）、作曲家、楽譜の筆写者、歌手は慌ただしい中で仕事をした。その中で、メタスタージオは最低限のディテールで書く独特の技術を身につけていた。その経験はナポリとローマで得たもので、ウィーンでは新しい仕事への興奮からより速められていた。しかもそれは見事成功した。
それにも拘らず、メタスタージオがウィーンで社交的な成功を得られなかったのは、貴族のサークルがメタスタージオの下賎な生まれを拒んだからである。しかしメタスタージオは、昔からのパトロンであったアルトハン伯爵夫人との親交で満足だった。伯爵夫人は夫と死別していて、皇帝カール6世のお世気入りだった。メタスタージオと伯爵夫人の関係は、秘密の結婚を疑われるほど密接なものだった。
ブルガレッリはメタスタージオと会いたくなり、ウィーン宮廷劇場の席の予約を頼んだ。しかし、その頃のメタスタージオはブルガレッリとの交際を恥ずかしく思い、何とか訪問を諦めさせようと手紙を書いて送った。その手紙の調子を不愉快かつ不審に思ったブルガレッリはローマからウィーンに発ったが、その途中に突然死したようである。確実にわかっているのは、ブルガレッリの遺産は夫の生涯権が切れた後はメタスタージオに譲られることになったが、メタスタージオは悲しみと後悔から、すみやかにそれを放棄した、ということである。しかし、この潔白な行為はローマのブルガレッリとメタスタージオの家族を混乱に追い込んだ。ブルガレッリの夫はすぐに再婚し、メタスタージオの家族は財産を取り上げられた。
1736年にカルダーラが死ぬとタスタージオの作創作意欲は衰え、作品の中でも最も人気のあるカンタータやカンツォネッタ『いまや恐ろしい時が来た』（友人のファルネッリに送った曲）を除くと、1742年まで殆ど作品を書いていない。
メタスタージオが創作意欲を取り戻すのはヨハン・アドルフ・ハッセがウィーンを訪問して後のことである、メタスタージオとハッセは親友となり『かっては一体だったものが分離した半身同士』（チャールズ・バーニー）と例えられる程の信頼で結ばれる。メタスタージオはハッセのために1743年から1771年までに6作のオペラを書いた。
1755年、アルタン伯爵夫人が亡くなった。そののち、メタスタージオはウィーンのコールマルクトにある建物の3階に住むマルティネス一家（この中には女流作曲家・演奏家となるマリアンナ・マルティネスも含まれる）の家に移り、中産階級市民の中で暮らした。屋根裏の階には青年ハイドンとその恩師のニコラ・ポルポラも住んでいた。1772年以降は創作活動はせず、自身の生涯を回顧するのに費やした。死後130,000フロリンあった全財産はマルティネスの6人の子供たちに遺贈した。イタリアの家族はもう誰も生きていなかった。

## 評価
ウィーンでの40年間、メタスタージオの名声はゆるぎないものとなった。メタスタージオの蔵書の中には、自身の作品の40もの版があった。フランス語、英語、ドイツ語、スペイン語、ギリシャ語に翻訳され、1つの台本にいろいろな作曲家が別の曲をつけていた。あらゆる首都で最高のヴィルトゥオーソたちが歌い、メタスタージオを会員に迎えることを光栄と思わない文学アカデミーはなかった。ウィーンにやってきた人は、わざわざコールマルクト小路にある仮宿を訪ね、この老詩人に敬意を表した。
メタスタージオの詞は特定の音楽スタイルを意図して書かれていた。それは全能の歌手たち、とくに熟練したソプラノとカストラートのための音楽である。しかし、ヴィルトゥオーソ的な歌唱より心理的な面により重きを置いたオペラが流行した時、メタスタージオとは違う新しい台本が求められるようになった。カストラートの終焉は、メタスタージオのオペラがレパートリーから消えることを意味した。
メタスタージオは、感情的・叙情的・ロマンチックな詩人として知られている。主たる劇のシチュエーションは、筋の展開によって生まれた、登場人物たちの対立する複数の感情を具象化した、2人もしくは3人の歌詞で表現される。その結果は純粋に文学的ではないが、音楽には適していた。メタスタージオの言い回しは不純なものがなく明晰である。おそらく、即興詩人の経験ゆえなのだろう。メタスタージオはトルクァート・タッソ、ジャンバッティスタ・マリーノ、それにオウィディウスに心酔していたと言われる。

## 代表作

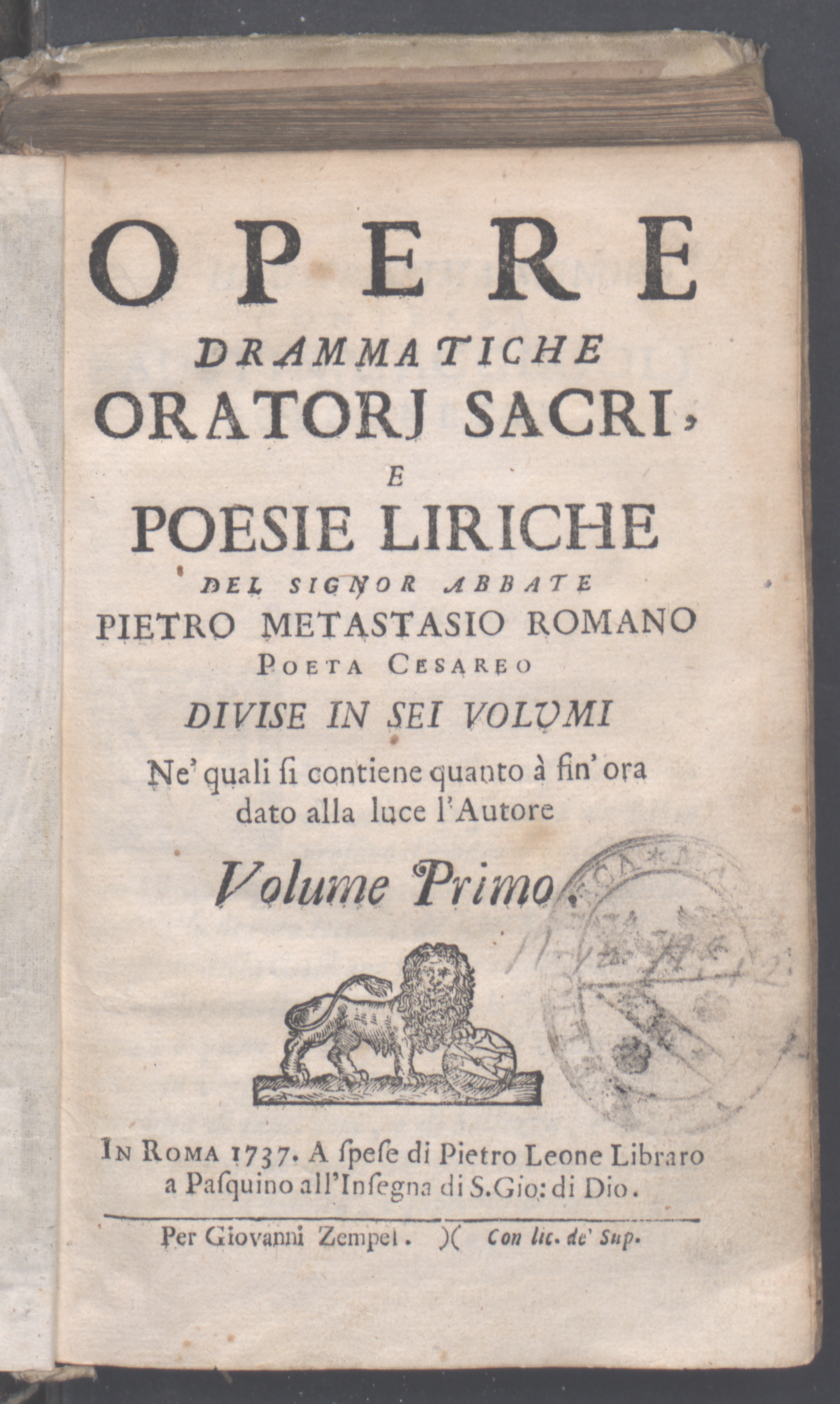
Opere, 1737

- ヘスペリデスの園（Gli orti esperidi）
  - ニコラ・ポルポラ（最初の作曲、1721年）
- ヌミディアの王シファーチェ（Siface re di Numidia）- メタスタージオのオペラ台本デビュー作、ただし既存台本の翻案。
  - フランチェスコ・フェーオ（1723年、ナポリ）
- 捨てられたディドーネ（Didone abbandonata） - 初のオリジナル台本、カルタゴの女王ディードーとエネアスの物語。50以上の作曲がされた。
  - ドメニコ・サッロ（最初の作曲、1724年、ナポリ）
  - ヘンデル（1736年、パスティッチョ）
  - ジュゼッペ・サルティ（1762年）
- シローエ（Siroe）
  - レオナルド・ヴィンチ（最初の作曲、1726年）
  - アントニオ・ヴィヴァルディ（1727年）
  - ヘンデル（1728年、ニコラ・フランチェスコ・ハイム翻案）
  - ヨハン・アドルフ・ハッセ（1733年）
- ウティカのカトーネ（Catone in Utica）
  - レオナルド・ヴィンチ（最初の作曲、1728年）
  - レオナルド・レーオ（1728年）
  - ヘンデル（1732年、パスティッチョ）
  - ヴィヴァルディ（1737年）
- エツィオ（Ezio） - 主人公はアッティラを破って帰還したローマの将軍アエティウス（エツィオはそのイタリア語よみ）。一部、ジャン・ラシーヌの悲劇『ブリタニキュス』にインスピレーションを受けた[2]。
  - ポルポラ（最初の作曲、1728年）
  - ヘンデル（1732年）
  - グルック（1750年）
- 許されたセミラーミデ（Semiramide riconosciuta）
  - レオナルド・ヴィンチ（最初の作曲、1729年）
  - ヘンデル（1733年、パスティッチョ）
  - グルック（1748年）
- インドのアレッサンドロ（Alessandro nell'Indie） - 紀元前326年にインドの王ポロスと会ったアレクサンドロス大王の話。
  - レオナルド・ヴィンチ（最初の作曲、1729年）
  - ヘンデル（1731年。翻案し『ポーロ』に改題）
- 神々の闘い（La Contesa dei numi）
  - レオナルド・ヴィンチ（最初の作曲、1729年）
  - グルック（1749年）
- アルタセルセ（Artaserse） - ペルシャ王アルタクセルクセス1世が主人公。
  - レオナルド・ヴィンチ（最初の作曲、1730年、ローマ）
  - ハッセ（1730年、ヴェネツィア/1760年、ナポリ）
  - グルック（1741年、ミラノ）
  - カール・ハインリヒ・グラウン（1743年、シュトゥットガルト）
  - バルダッサーレ・ガルッピ（1749年、ウィーン）
  - ヨハン・クリスティアン・バッハ（1760年、ロンドン）
  - トマス・アーン（1762年、改作し『アルタクセルクセス』に改題）
- イエス・キリストの受難 (La passione di Gesù Cristo) - イエス・キリストの受難を描いたオラトリオ。初演以降1812年までに50人の作曲家が曲を付けたオラトリオ受難曲の代表的作品。
  - アントニオ・カルダーラ（最初の作曲、1730年4月3日、ウィーン宮廷礼拝堂）
  - ニコロ・ヨンメッリ（1749年、ヴェネツィア）
  - ヨゼフ・ミスリヴェチェク（1773年、フィレンツェ）
  - アントニオ・サリエリ（1776年、ウィーン）、他多数。
- デメートリオ（Demetrio）
  - アントニオ・カルダーラ（最初の作曲、1731年）
- イッシーピレ（Issipile）
  - フランチェスコ・バルトロメオ・コンティ（最初の作曲、1732年）
- アドリアーノ（Adriano）
  - アントニオ・カルダーラ（最初の作曲、1732年）
- オリンピーアデ（L'Olimpiade） - 古代ギリシアのオリンピックが舞台のラブ・ストーリー。ラストで2つのカップルが誕生する。60を超える作曲がされた。
  - アントニオ・カルダーラ（最初の作曲、1733年8月28日、カール6世の皇后エリーザベトを祝って）
  - ヴィヴァルディ（1734年、ヴェネツィア、サンタンジェロ劇場）
  - ペルゴレージ（1735年）
  - レオナルド・レーオ（1737年）
  - ドメニコ・アルベルティ（1739年）
  - トンマーゾ・トラエッタ（1758年）
  - ニコロ・ヨンメッリ（1761年、シュトゥットガルト）
  - ヴィンチェンツォ・マンフレディーニ（1762年、モスクワ）
  - ヨゼフ・ミスリヴェチェク（1778年11月4日）
  - ドメニコ・チマローザ（1784年7月10日、ヴィチェンツァ）
  - ジョヴァンニ・パイジェッロ（1786年1月20日、ナポリ、サン・カルロ劇場）
  - ガエターノ・ドニゼッティ（1817年、未完成）
  - ハッセ
  - バルダッサーレ・ガルッピ
- デモフォオンテ（Demofonte） - 73の作曲がされた。スペルは「Demofonte」「Demofoonte」「Demofont」と様々。
  - アントニオ・カルダーラ（最初の作曲、1733年11月4日、ウィーン宮廷劇場、カール6世の聖名祝日のために）
  - フランチェスコ・チャンピ（1735年2月5日、ローマ）
  - フランチェスコ・マンチーニ（1735年、ナポリ）D・サッロ、F・レオと。
  - ガエターノ・マリア・スキアッシ（1735年の謝肉祭、ヴェネツィア）
  - エジーディオ・ドゥーニ（1737年5月24日、ロンドン）
  - ジュゼッペ・ブリヴィーオ（1738年の謝肉祭、トリノ）
  - アンドレア・ベルナスコーニ（1741年の謝肉祭、ローマ）
  - グルック（1743年1月6日、ミラノ）
  - バルダッサーレ・ガルッピ（1749年12月18日、マドリード）
  - フランチェスコ・アントーニオ・ウッティーニ（1750年頃、フェラーラ）
  - ダヴィド・ペレス（1752年、リスボン）
  - ジョアッキーノ・コッキ（1754年、ヴェネツィア）
  - アントーニオ・パンパーニ（1757年の謝肉祭、ローマ）
  - トンマーゾ・トラエッタ（1758年秋、ヴェローナ）
  - ニコロ・ピッチンニ（1761年5月、レッジョ）
  - アントーニオ・ボローニ（1762年の謝肉祭、トリノ）
  - マッティア・ヴェント（1765年3月2日、ロンドン）
  - ブリツィオ・ペトルッチ（1765年12月26日、フェラーラ）
  - ヨーゼフ・ミスリヴェチェク（1769年1月、ヴェネツィア/1775年1月20日、ナポリ）
  - ジュゼッペ・サルティ（1771年1月30日、コペンハーゲン/1782年の謝肉祭、ローマ）
  - マクシム・ベレゾフスキー（1773年2月の謝肉祭、リヴォルノ）
  - パスクァーレ・アンフォッシ（1773年の謝肉祭、ローマ）
  - ジョヴァンニ・パイジェッロ（1775年の謝肉祭、ヴェネツィア）
  - ヨーゼフ・シュースター（1776年、フォルリ）
  - フェリーチェ・アレッサンドリ（1783年6月12日、パドヴァ）
  - アンジェロ・タルキ（1786年9月、クレーマ/1786年、ミラノ）
  - マルコ・ポルトガッロ（1794年2月8日、ミラノ/1808年8月15日、リスボン）
- 皇帝ティートの慈悲（La clemenza di Tito） - ベレニーチェとローマ皇帝ティートの愛。40以上の作曲がされた。
  - アントニオ・カルダーラ（最初の作曲、1734年）
  - ヨハン・アドルフ・ハッセ（1735年）
  - ジュゼッペ・アレーナ（1738年）
  - フランチェスコ・コッラディーニ（1747年）
  - グルック（1752年）
  - アンドレーア・アドルファーティ（1753年）
  - ニコロ・ヨンメッリ（1753年）
  - イグナーツ・ホルツバウアー（1757年）
  - ヴィンチェンツォ・レグレージオ・チャンピ（1757年）
  - ジョアッキーノ・コッキ（1760年）
  - マルチェッロ・ベルナルディーニ（1768年）
  - アンドレーア・ベルナスコーニ（1768年）
  - パスクァーレ・アンフォッシ（1769年）
  - モーツァルト（1791年。台本は改作）
- 救われたベトゥーリア（Betulia liberata） - 『ユディト記』を題材とするオラトリオ。
  - ゲオルク・ロイター2世（最初の作曲、1734年）
  - ニコロ・ヨンメッリ（1743年）
  - モーツァルト（1771年）
  - フロリアン・レオポルト・ガスマン（1772年）
- ユダの王ジョアス（Gioas, re di Giuda）- ユダ王ヨアシュを題材とするオラトリオ。
  - ゲオルク・ロイター2世（最初の作曲、1735年）
  - ニコロ・ヨンメッリ（1745年）
  - ルイジ・ボッケリーニ（1770年?）
  - ヨハン・クリスティアン・バッハ（1770年）
- 中国の女たち（Le cinesi）
  - アントニオ・カルダーラ（最初の作曲、1735年）
  - グルック（1754年9月24日、ウィーン）
- シピオーネの夢（Il sogno di Scipione）
  - ルカ・アントニオ・プレディエリ（最初の作曲、1735年）
  - モーツァルト（1772年）
- シーロのアキレス（Achille in Sciro）
  - アントニオ・カルダーラ（最初の作曲、1736年）
- テミストークレ（Temistocle）
  - アントニオ・カルダーラ（最初の作曲、1736年）
- Ciro riconosciuto
  - アントニオ・カルダーラ（最初の作曲、1736年）
- ゼノービア（Zenobia） - ラダミストゥスの妻ゼノビアが主人公。
  - ジョヴァンニ・バッティスタ・ボノンチーニ（最初の作曲、1737年、ウィーン）
  - ルカ・アントニオ・プレディエーリ（1740年）
  - ハッセ（1761年）
- アンティゴノス（Antigono）- アンティゴノス2世およびデメトリオス2世とエピロス王アレクサンドロスの争いを背景とする。
  - ハッセ（最初の作曲、1743年）
  - グルック（1756年）
  - トンマーゾ・トラエッタ（1764年）
- イペルメストラ（Ipermestra）
  - ハッセ（最初の作曲、1744年）
  - グルック（1744年）
- アッティーリオ・レーゴロ（Attilio Regolo）
  - ハッセ（最初の作曲、1750年）
- 羊飼いの王様（Il re pastore） - トルクァート・タッソの『アミンタ』に基づく。
  - ジュゼッペ・ボンノ（最初の作曲、1751年）
  - グルック（1756年）
  - フェリーチェ・ジャルディーニ（1765年）
  - モーツァルト（1775年、ヴァレスコ改訂）
- 中国の英雄（L'eroe cinese）- 周の時代に召の穆公が太子静（後の宣王）をかくまったという逸話に基づく。『趙氏孤児』の要素を含む。
  - ジュゼッペ・ボンノ（最初の作曲、1752年）
  - ヨハン・アドルフ・ハッセ（1753年）
  - アントーニオ・サッキーニ（1770年）
  - ドメーニコ・チマローザ（1781年）
- 無人島（L'isola disabitata）
  - ジュゼッペ・ボンノ（最初の作曲、1753年）
  - ハイドン（1779年）
- ニッティーティ（Nittiti）
  - ニコラ・コンフォルト（英語版）（最初の作曲、1756年）
- 岐路に立つアルチーデ（ヘラクレス） (Alcide al bivio) - 皇帝ヨーゼフ2世とマリア・イザベラ・フォン・ブルボン＝パルマの結婚式のためのセレナータ。
  - ハッセ（最初の作曲、1760年10月8日、ウィーン）
  - コンフォルト（1765年、マドリード）
- クレリアの勝利（Il Trionfo di Clelia）
  - ハッセ（最初の作曲、1762年）
  - グルック（1763年）
- 混乱したパルナッソス山（Il Parnaso confuso）
  - グルック（最初の作曲、1765年）
- ラ・コローナ（La corona）
  - グルック（最初の作曲、1765年）、他にも、ベートーヴェン、シューベルト、ロッシーニ、グノーが歌曲に使用している。
- ロモロとエルシリア（Romoro ed Ersilia）
  - ハッセ（最初の作曲、1765年、インスブルック）
- ルッジェーロ、又は並外れた感謝（Il Ruggiero,ovver L'eroica gratiudino ）- メタスージオ最後のオペラ・セリア台本
  - ハッセ（最初の作曲、1771年、ミラノ）